# Rode Moskee
De Rode Moskee of de Lal Masjid (Urdu: لال مسجد) is een moskee in de Pakistaanse hoofdstad Islamabad.  Voor de bouw werd rood basalt gebruikt, wat de naam verklaart. In juli 2007 kwam het bij de moskee tot rellen.
Naast de moskee bevindt zich de grootste madrassa (Koranschool) van Pakistan, waar meer dan tienduizend studenten religieus onderwijs krijgen. De school hangt een puriteinse vorm van de islam aan, het salafisme. De leider van de madrassa is Abdul Rasjid Ghazi en zijn broer Abdul Aziz Ghazi. De broers hebben erkend contacten te hebben onderhouden met diverse leiders van de Taliban en Al Qaida, waaronder Osama bin Laden.

## Rellen van juli 2007
De moskee werd begin juli 2007 belegerd door het Pakistaanse leger. Veel studenten vluchtten uit het gebouw maar een groep bleef het gebouw bezetten.
Op 10 juli 2007 maakte het Pakistaanse leger een einde aan de bezetting van de Rode Moskee door het gebouw te bestormen. Hierbij vielen veel doden, de berichten liepen uiteen van tegen de honderd tot enkele honderden doden. Onder hen was een hooggeplaatste geestelijke, Abdul Rasjid Ghazi.
Op 11 juli kondigde Ayman al-Zawahiri, die op dat moment gezien werd als tweede man van Al Qaida, aan wraak te nemen voor de bestorming. Hij riep zijn volgelingen op tot een heilige oorlog tegen Pakistan.